# Юрцовский сельсовет
Юрцовский сельсовет — упразднённая административно-территориальная единица, существовавшая на территории Московской губернии и Московской области до 1954 года.
Юрцовский сельсовет был образован в первые годы советской власти. По данным 1923 года он входил в состав Двоенской волости Егорьевского уезда Московской губернии.
В 1925 году к Юрцовскому с/с были присоединены Ларинский и Чигаревский с/с.
16 ноября 1926 года из Юрцовского с/с были выделены Ларинский и Юрьевский с/с.
По данным 1926 года в состав сельсовета входили село Юрьево, деревни Барсуки, Ларинская, Лобаново, Маловская, Чигарово, Щеголёво и Юрцово.
В 1929 году Юрцовский с/с был отнесён к Егорьевскому району Орехово-Зуевского округа Московской области. При этом к нему был присоединён Ларинский с/с.
17 июля 1939 года к Юрцовскому с/с был присоединён Юрьевский с/с (селения Берёзки, Лобаново и Юрьево).
14 июня 1954 года Юрцовский с/с был упразднён. При этом его территория была передана в Двоенский с/с.